# 大阪市立堀川小学校
大阪市立堀川小学校（おおさかしりつ ほりかわしょうがっこう）は、大阪府大阪市北区にある公立小学校。

## 概要
南森町交差点のやや東側の国道1号沿いに立地する。明治時代にこの地域に設置された堀川北・堀川南・松ヶ枝の3小学校を起源とする。
6年生児童が全員でマーチングバンドに取り組み、学校行事や地域の行事で演奏をおこなうことが、特徴的な教育活動となっている。また滋賀県長浜市立杉野小学校（2020年3月廃校）と姉妹校協定を結び、定期的な交流活動をおこなっていた。
明治時代以降、堀川幼稚園を敷地内に併設していたが、幼稚園は大阪市の方針により2016年3月に閉園となっている。

## 沿革

### 堀川尋常高等小学校
明治時代の学制発布により、1873年に北大組第七区小学校（堀川北小学校）が東堀川町5番地に設置された。また同年には北大組第八区小学校（堀川南小学校）が綿屋町15番地に設置された。
この2校が1886年4月19日に合併し、堀川小学校となった。当初は旧堀川北小学校の校舎を本校とし、旧堀川南小学校を分校とした。
1886年7月には、校舎の増築工事が完了し、綿屋町の校舎に統合して分校を廃止した。その後大阪市堀川尋常小学校などと改称している。
1899年には南森町に移転した。1909年7月31日の「北の大火」では校舎被害は一部にとどまったものの、校区が被災している。
1924年には､当時地域にあった第一盈進高等小学校と校舎・敷地を交換する形で、大工町30番地の現在地に移転している。同時に高等科を併設し、大阪市堀川尋常高等小学校となった。

### 松ヶ枝小学校
現在の校区にあたる地域には、松ヶ枝小学校もあった。1873年に北大組第三区追分小学校、北大組第五区岩井小学校の2校が設置された。追分・岩井の両小学校が合併する形で、1901年11月1日付で大阪市松ヶ枝尋常小学校が開校した。
松ヶ枝小学校の場所は、後年の大阪市立扇町商業高等学校・大阪市立扇町総合高等学校・および大阪府立桜和高等学校の敷地（現在の北区松ヶ枝町）にあたる。
1909年の「北の大火」では、校舎を焼失している。その後校舎が再建された。

### 国民学校
1941年の国民学校令の施行により、堀川尋常高等小学校は堀川国民学校に改称した。また松ヶ枝尋常小学校は松ヶ枝国民学校に改称した。
太平洋戦争の戦局悪化により1944年以降学童疎開を実施することになり、堀川国民学校の児童は1944年9月9日、滋賀県高島郡今津町（現在の高島市）へと疎開している。児童の疎開により空いた校舎は、自校校舎を新設の大阪市立医学専門学校に明け渡すことになった大阪市立扇町商業学校が使用した。
また松ヶ枝国民学校の児童は1944年8月23日、滋賀県伊香郡木之本町（現在の長浜市）・高時村（現在の長浜市）・余呉村（のち余呉町。現在の長浜市）へと疎開した。
堀川・松ヶ枝の両校とも、集団疎開は終戦後の1945年10月まで続いた。
1945年6月7日の第三次大阪大空襲では、松ヶ枝校の木造校舎が被災し、残った松ヶ枝校の鉄筋校舎は天満郵便局の仮局舎などとして転用された。
1945年10月には堀川・松ヶ枝両校とも学童集団疎開から帰還したが、松ヶ枝校の児童は近隣の滝川国民学校校舎を間借りして授業を受けることになった。
翌1946年4月には、松ヶ枝国民学校を廃止し、堀川国民学校に統合することになった。

### 学制改革
1947年には学制改革により、大阪市立堀川小学校となった。
この間、1946年-1948年にかけて扇町高等女学校（のちの大阪市立扇町高等学校）、1948-1952年にかけて大阪市立北第二中学校（のち大阪市立北稜中学校）にそれぞれ校舎の一部を貸し出し、同校と同居している。
1984年には滋賀県木之本町立杉野小学校と姉妹校協定を締結した。

### 堀川幼稚園
堀川幼稚園は1886年、堀川南小学校附属幼稚園科として、堀川南小学校に併設されて設置された。直後の堀川北・堀川南の両小学校の合併により、堀川小学校に併設される形となっていた。
終戦直後は一時休園となっていたが、1953年に再開した。しかし堀川幼稚園は大阪市の方針により2016年に閉園している。

### 年表
- 1873年1月15日 - 北大組第七区小学校（堀川南小学校）が創立。
- 1873年3月22日 - 北大組第八区小学校（堀川北小学校）が創立。
- 1886年3月 - 堀川南小学校附属幼稚園科（堀川幼稚園）を併設。
- 1886年4月19日 - 堀川南・堀川北の両校が合併し、北区堀川小学校となる。
- 1887年 - 北区堀川尋常小学校と改称。
- 1889年 - 大阪市の市制施行に伴い、大阪市堀川尋常小学校と改称。
- 1920年4月1日 - 小学校夜間部を設置。
- 1920年9月5日 - 校内に堀川実業学校を併設[注釈 3]。
- 1924年4月1日 - 現在地に移転。高等科を併設し、大阪市堀川尋常高等小学校と改称。
- 1928年 - 高等科を男子のみにする。高等科女子生徒は西天満校へ転出。
- 1931年 - 小学校夜間部を廃止。
- 1941年4月1日 - 国民学校令により、大阪市堀川国民学校と改称。
- 1944年9月9日 - 滋賀県高島郡今津町に集団疎開。
- 1946年4月1日 - 大阪市松ヶ枝国民学校（1901年11月1日設置）を統合。
- 1947年 - 学制改革により、大阪市立堀川小学校と改称。
- 1953年 - 堀川幼稚園が再開。
- 1984年 - 滋賀県木之本町立杉野小学校と姉妹校協定を締結。
- 1986年 - 文部省・大阪市教育委員会から、算数科の研究校に指定される。
- 1996年 - 大阪市教育委員会から、国語科の研究校に指定される。
- 2016年 - 堀川幼稚園が閉園。

## 通学区域
- 大阪市北区 天満橋1丁目の一部・天満橋2丁目-3丁目の全域、 東天満1丁目-2丁目、松ヶ枝町、同心、紅梅町、与力町、天神橋2丁目-3丁目、南森町1丁目-2丁目、末広町、天満4丁目の一部、天満1丁目の一部。

（※天満1丁目は大阪市立滝川小学校との調整区域）。
- 卒業生は大阪市立北稜中学校に進学する。

## 交通
- Osaka Metro谷町線・堺筋線 南森町駅より東へ約100m
- JR東西線大阪天満宮駅より東へ約100m
- 大阪シティバス 堀川小学校前バス停